# 土耳其廣播電視公司紀錄頻道
土耳其廣播電視公司紀錄頻道（土耳其語：TRT Belgesel）是土耳其廣播電視公司一條於2009年開播的電視頻道，主要播放各類紀錄片。這條頻道在2014年12月6日正式開播高清電視訊號，並於2019年採用現時的新台標，而頻道總部則設在該國伊茲密爾。